# Preuilly-sur-Claise
Preuilly-sur-Claise és un municipi francès, situat al departament de l'Indre i Loira i a la regió de Centre – Vall del Loira. L'any 2007 tenia 1.103 habitants.

## Demografia

### Població
El 2007 la població de fet de Preuilly-sur-Claise era de 1.103 persones. Hi havia 496 famílies, de les quals 209 eren unipersonals (94 homes vivint sols i 115 dones vivint soles), 176 parelles sense fills, 74 parelles amb fills i 37 famílies monoparentals amb fills.
La població ha evolucionat segons el següent gràfic:
Habitants censats

### Habitatges
El 2007 hi havia 701 habitatges, 505 eren l'habitatge principal de la família, 95 eren segones residències i 101 estaven desocupats. 624 eren cases i 68 eren apartaments. Dels 505 habitatges principals, 374 estaven ocupats pels seus propietaris, 119 estaven llogats i ocupats pels llogaters i 12 estaven cedits a títol gratuït; 15 tenien una cambra, 47 en tenien dues, 134 en tenien tres, 153 en tenien quatre i 156 en tenien cinc o més. 187 habitatges disposaven pel capbaix d'una plaça de pàrquing. A 239 habitatges hi havia un automòbil i a 140 n'hi havia dos o més.

### Piràmide de població
La piràmide de població per edats i sexe el 2009 era:
| Homes | Edats   | Dones |
| ----- | ------- | ----- |
| 0     | 95 o +  | 20    |
| 8     | 90 a 94 | 28    |
| 12    | 85 a 89 | 56    |
| 16    | 80 a 84 | 28    |
| 36    | 75 a 79 | 60    |
| 48    | 70 a 74 | 40    |
| 72    | 65 a 69 | 68    |
| 24    | 60 a 64 | 44    |
| 48    | 55 a 59 | 36    |
| 40    | 50 a 54 | 32    |
| 28    | 45 a 49 | 40    |
| 32    | 40 a 44 | 12    |
| 40    | 35 a 39 | 48    |
| 24    | 30 a 34 | 24    |
| 24    | 25 a 29 | 24    |
| 20    | 20 a 24 | 16    |
| 20    | 15 a 19 | 24    |
| 0     | 10 a 14 | 20    |
| 24    | 5 a 9   | 52    |
| 24    | 0 a 4   | 32    |

## Economia
El 2007 la població en edat de treballar era de 520 persones, 346 eren actives i 174 eren inactives. De les 346 persones actives 317 estaven ocupades (163 homes i 154 dones) i 29 estaven aturades (14 homes i 15 dones). De les 174 persones inactives 83 estaven jubilades, 37 estaven estudiant i 54 estaven classificades com a «altres inactius».

### Ingressos
El 2009 a Preuilly-sur-Claise hi havia 483 unitats fiscals que integraven 950 persones, la mediana anual d'ingressos fiscals per persona era de 14.943,5 €.

### Activitats econòmiques
Dels 79 establiments que hi havia el 2007, 1 era d'una empresa extractiva, 3 d'empreses alimentàries, 3 d'empreses de fabricació d'altres productes industrials, 10 d'empreses de construcció, 18 d'empreses de comerç i reparació d'automòbils, 4 d'empreses de transport, 4 d'empreses d'hostatgeria i restauració, 2 d'empreses d'informació i comunicació, 3 d'empreses financeres, 5 d'empreses immobiliàries, 5 d'empreses de serveis, 14 d'entitats de l'administració pública i 7 d'empreses classificades com a «altres activitats de serveis».
Dels 27 establiments de servei als particulars que hi havia el 2009, 1 era una oficina d'administració d'Hisenda pública, 1 gendarmeria, 1 oficina de correu, 2 oficines bancàries, 2 tallers de reparació d'automòbils i de material agrícola, 3 guixaires pintors, 2 fusteries, 3 lampisteries, 2 electricistes, 4 perruqueries, 1 veterinari, 2 restaurants, 2 agències immobiliàries i 1 saló de bellesa.
Dels 10 establiments comercials que hi havia el 2009, 1 era un supermercat, 1 una gran superfície de material de bricolatge, 2 fleques, 2 carnisseries, 1 una botiga d'equipament de la llar, 1 una sabateria, 1 una botiga de mobles i 1 una joieria.
L'any 2000 a Preuilly-sur-Claise hi havia 10 explotacions agrícoles.

## Equipaments sanitaris i escolars
El 2009 hi havia 2 farmàcies i 1 ambulància.
El 2009 hi havia 1 escola maternal i 2 escoles elementals. Preuilly-sur-Claise disposava de 2 col·legis d'educació secundària amb 207 alumnes.

## Poblacions més properes
El següent diagrama mostra les poblacions més properes.